# 住吉神社 (下關市)
33°59′59″N 130°57′24″E / 33.999611°N 130.956556°E
住吉神社（日语：／ Sumiyoshi-Jinja */?）是日本山口縣下關市一之宮住吉一丁目的神社，社格是名神大社、長門國一宮、官幣中社和別表神社，祭神是住吉大神（底筒男命、中筒男命和表筒男命）的荒魂，中世時的神宮寺是新福寺。氏子方面，根據《日本社寺大觀》記載是178戶，《神社名鑑》指是306戶，崇敬者1200人，《式內社調查報告》指在明治維新後，神社以楠乃村為氏子地區，氏子總共有約150戶，大正時是179戶，其後根據神社明細書記載，神社在成為宗教法人時有320戶氏子，崇敬者2030人，《式內社調查報告》出版當時的氏子則有約450戶，崇敬者8000人。神社與住吉大社和住吉神社統稱為「日本三大住吉」。
神社位於新下關站以東約1.5公里處，行政區劃上原屬長門國豐浦郡生倉鄉，後為一宮莊、一之宮村、楠乃村、豐東上村和勝山村。大字方面，根據《式內社調查報告》的說法，神社在行政上位於一之宮東町，登記上則是楠乃，小字是上宮尻，番地是1162-2。文化財方面，神社本殿是國寶、拜殿、銅鐘、金銅牡丹唐草透唐鞍、住吉社法樂百首和歌短冊（明應四年十二月）是重要文化財、樓門、唐門和透塀是登錄有形文化財、板繪着色繫馬圖、狩野芳崖筆板繪着色繪馬、住吉神社文書、社叢是山口縣指定文化財、萌葱絲威肩白胴丸（附有筋兜、大袖、頰當、喉輪、臂鎧、脛當）是下關市指定文化財、紙本墨書後陽成天皇宸翰御懷紙和紙本墨書靈元天皇宸翰御懷紙則是重要美術品。

## 歷史

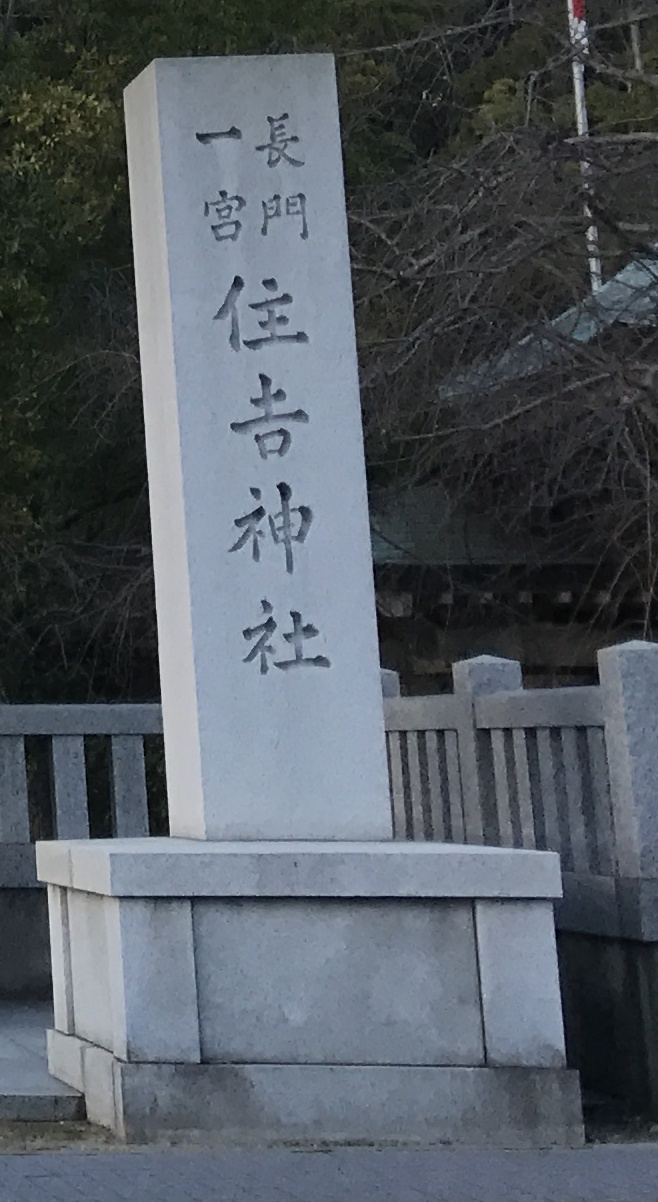
刻有長門一宮的社號標

根據《日本書紀》仲哀天皇9年12月14日條記載，神功皇后發動三韓征伐時，在底筒男命、中筒男命和表筒男命的神託下攻打新羅，其荒魂作為先鋒引領船隊取得勝利。在神功皇后凱旋而歸時，按神誨將荒魂供奉於穴門的山田邑，由穴門直之祖踐立擔任祭主，並且興建神社，和魂則供奉於大津的渟名倉的長峽（即住吉大社）。山田邑是綾羅木川低窪地區、附近的台地以及丘陵的古稱，神社現址便位於綾羅木川河口以東約四公里處。大同元年（806年），根據收錄於《新抄格敕符抄》內的牒記載，神社當時有神封239戶。
根據《日本三代實錄》貞觀元年正月27日（859年3月5日）條記載，神社的神階由從五位下升至從五位上，這也是神社在較為確切的文獻中首次有記載。貞觀17年10月8日（875年11月9日），神社升至正五位下，同年12月5日（876年1月5日）升至從四位上，仁和2年11月14日（886年12月13日）再升至正四位下。根據《日本紀略》寬平3年8月21日（891年9月27日）條記載，神社升至正四位上。其後根據後世社家編撰而成的《長門國一宮略記》記載，神社在永保元年（1081年）2月升至從三位，永治元年（1141年）8月升至正三位，治承4年（1180年）12月升至從二位，元曆2年（1185年）3月升至正二位，建仁元年（1201年）2月升至從一位，弘長2年（1262年）2月升至正一位。
根據《延喜式神名帳》記載，神社是長門國三座僅有的式內社之一，也是長門國內唯一的名神大社，稱為住吉坐荒御魂神社。同時，根據《延喜式》臨時祭記載，神社獲分配原本屬於住吉大社在豐浦郡封戶內的徭夫。一宮方面，根據《永昌記》嘉承2年4月28日（1107年5月22日）條記載，寫有「長門一宮神宮司別當僧侶」，這是神社作為一宮在文獻上首次有記載。文治元年9月7日（1185年10月2日），根據收錄於《長門一宮住吉神社文書》內的《源範賴下文案》記載，神社在壇之浦之戰後獲源賴朝寄進長門吉永莊的30町（約0.3平方公里）田地。元應2年6月7日（1320年7月13日），根據《朝義打渡狀寫》記載，神社的社領稱為一宮莊，涵蓋一之宮村和吉母村。
鎌倉時代後期，一宮莊被寄進至長門警固所，由長門守護負責管治，導致神事和社家逐漸沒落。嘉曆元年（1326年），由於忌宮神社取回原本被寄進至長門警固所的二宮莊，因此住吉神社也向鎌倉幕府要求取回一宮莊，長門守護北條時直也承諾向幕府報告此事，不過由於發生動亂而延期。建武元年（1334年），神社雖然已經上奏，但是再次由於騷亂而未有實行。同年，根據《有光家文書》記載，負責管理社領的一宮公文賀田氏向正吉八幡宮大宮司秦弘延等人追究其尚未繳納一宮御神事料米，其後根據《住吉神社文書》記載，正吉鄉內的安成名作為公文罪科跡變成住吉神社的社領，並且由一宮大宮司擔任地頭。除此以外，社領還包括由大內義弘寄進的豐西郡有富名、延行名、安岡名、末松名和吉見鄉，豐東郡則有光富名、則貞名、宮田名、有光名、恒武名、重富名、岡枝鄉、肥田名、大內盛見寄進的伊倉名和大內持世寄進的末益名等等。建武3年（1336年），根據《大宮司貞近並供僧神官等申狀案》記載，神社再次向幕府要求取回神領。康曆2年3月8日（1380年4月13日，天授6年），根據《外宮大使施行狀》記載，由於神社以「住吉神社社領」的名義獲免去外宮役夫工米，因此可以得知在此之前，神社便已經取回社領。
正平12年7月13日（1357年7月30日，延文2年），根據《大內弘世下知狀寫》記載，大內弘世在與厚東氏作戰時曾經於神社祈願，最終在應安2年（1369年，正平24年）將厚東氏消滅後，根據《大內弘世願文寫》記載，他在翌年修建社殿，並且在遷宮式時親自前往參拜。文明12年（1480年），神社獲宗祇來訪，相關事蹟記載於《筑紫道記》。同年年末，神社獲大內政弘來訪，神社大宮司賀田貞國讓其閱覽神社的古文書。翌年7月20日（1481年8月15日），他將這些古文書改寫成七冊手抄本，並且在添加外題和証判後奉納至神社。同年6月，根據《長門國一宮神領注進狀寫》記載，神社的神領涵蓋一宮莊、吉母村和吉永莊。根據《長州穴門山田邑住吉坐社考》記載，神領東至美禰，南至瀨戶內海，西至響灘，北至川棚，秋根、伊倉、安岡、正吉和吉母等地均在其中。根據《長門國一宮略記》記載，神社在天正年間（1573年至1592年）時除了山田邑外，有現米7,500石和500貫文地。
此外，神社也獲大內氏從豐前國、筑前國和筑後國等地寄進神田和供品。天正17年（1589年），根據《毛利輝元袖判》記載，神社的社領達968石左右，幕末時則減至110石。明治4年（1871年）6月，神社獲列為國幣中社，1911年1月12日列為官幣中社。1948年9月30日，神社本廳制定「幹部和職員去留相關規定」（役職員進退に関する規程，《規程第15號》），神社列於其中第五條提到的「記載於別表的神社」（別表に掲げる神社）之內，即別表神社。

## 祭神
- 惠美須社（蛭子社）
- 稻荷社
- 嚴島社
- 左邊是檢非違使社，右邊是鐘樓

神社的祭神是供奉於第一殿的住吉大神（底筒男命、中筒男命和表筒男命）的荒魂，配神應神天皇、武內宿禰命、神功皇后和建御名方命則分別供奉於第二殿至第五殿。攝社祭神是穴門直踐立命（若宮神社）、「伊弉諾命、伊弉冊命和菅原道真」（天神社）和「事代主神和蛭子神」（蛭子社）。末社祭神是猿田彥命和少彥名命（打下社）、「宇賀御魂命、大宮乃賣命和猿田彥命」（稻荷社）、山田大宮司家祖神（田尻社）、「伊勢、八幡、加茂、春日、松尾、平野和稻荷的京都七社」（七社）、火須勢里命（檢非違使社）、山田家祖先中的女神（采女社）、市杵嶋姬命、田心姬命和湍津姬命（嚴島社）、高龗神和保食神（貴船社）和須佐之男命（高元社）。其中，天神社、打下社和貴船社共用同一個社殿。
兼務社的祭神是「應神天皇、仲哀天皇、神功皇后、素戔嗚命、伊久神、伊邪那美神、速玉之男命、事解之男命和高龗神」（豐神社）、「應神天皇、仲哀天皇、神功皇后、菅原道真、經津主命、建御名方命和天御中主命」（川北神社）、菅原道真（井田菅原神社）、「應神天皇、仲哀天皇和神功皇后」（小野八幡宮）、「菅原道真、仲哀天皇、應神天皇、神功皇后和高龗神」（形山菅原神社）、應神天皇（秋根八幡宮）和「須佐之男、表筒之男命、中筒之男命、底筒之男命、譽田天皇、菅原道真、高龗神和伊邪那美命」（勝谷神社）。

## 境內
- 本殿
- 前方建築是拜殿，後方是本殿，兩者之間是唐門，兩旁較矮的建築則是透塀

根據《神社名鑑》和《山口縣神社誌》記載，神社境內面積達4799坪（約15864.46平方），《全國神社名鑒》稱是4800坪（約15867.77平方），《式內社調查報告》則引述《神社明細書》指是18929坪7合2勺（約62577.59平方），其中約11000坪（約36363.64平方）的地上權屬下關市，受到下關市公園條例的規管，本殿周圍的樹林則達4000平方米左右。根據《山口縣神社誌》記載，神社境外住宅佔地約337.9坪（約1117.02平方），山林則是14578.89坪（約48194.68平方）。
根據《神社名鑑》記載，本殿佔地54坪（約178.51平方），《山口縣神社誌》指是54.6坪（約180.5平方），《全國神社名鑒》則稱是55坪（約181.82平方），建築面積達63坪4合（約209.59平方），由大內弘世建於應安3年，為長約22.8米，寬約4.6米的九間社流造建築，由五座各為一間社流造的社殿組成，正面為千鳥破風，形似春日造，檜皮葺屋頂。本殿正面柱間是十三間，側面則是兩間半，內有玉殿各五座，推測與本殿於同時建成，為入母屋造妻入建築，檜皮葺屋頂。內陣三面牆均有彩繪，中間的一面牆是花鳥畫，左面牆壁是神像，右面牆壁在明治維新前為本地佛，各社殿之間的板戶也有四季的花鳥畫，神社稱出自於雪舟的手筆。本殿在1908年12月至翌年11月曾經進行大規模修理，拆除了原本設於正面和東西兩邊的屋簷。1976年8月，將神明轉移至拜殿，翌年9月完成重鋪本殿屋頂工程，並且在9月27日遷宮。
拜殿佔地10坪（約33.06平方），建築面積是10坪3合3勺（約34.15平方），由毛利元就建於天文8年（1539年），為長6.9米，寬4.9米的切妻造妻入建築，柱間是正面一間，側面三間，檜皮葺屋頂，正面懸掛著寫有「住吉荒魂本宮」的匾額，出自有栖川宮幟仁親王手筆。本殿和拜殿之間建有唐門和透塀，唐門建於1901年，為建築面積達2坪6合（約8.6平方）的檜皮葺建築，長267尺5寸（約81.06），高5尺5寸6分（約1.68）的透塀則建於1909年，走廊建築面積達5坪6合8才（約18.54平方），為切妻造銅版屋頂建築，唐門、透塀和走廊均在1977年重鋪屋頂。
- 樓門
- 手水舍
- 社務所
- 寶物館

拜殿以南建有樓門，建築面積達12坪2合2勺（約40.4平方），建於1901年5月，為入母屋造檜皮葺建築，1976年重鋪屋頂，原本的樓門由大內弘世建於永和4年，但是在明治3年被拆毀。迴廊建築面積達51坪7合8勺（約171.17平方），為切妻造瓦頂建築，根據《一宮住吉本紀》記載建於天文8年。神饌所和祈禱殿均是入母屋造建築，改建自1930年，銅板屋頂，建築面積是16坪5合（約54.55平方）。祭器庫建築面積達9坪1合7勺9.17坪（約30.31平方），為寄棟造瓦頂建築。參集所建築面積達21坪9合（約72.4平方），為方形造瓦頂建築。手水舍建築面積達1坪9合4勺（約6.41平方），為切妻造建築，銅板屋頂。社務所建築面積達57坪2合5勺（約189.26平方），建於1924年8月，為入母屋造箕甲瓦頂建築。鐘樓建築面積達1坪2合5勺（約4.13平方），建於1950年7月。寶物館建築面積達13坪（約42.98平方），建於1952年。
- 正面鳥居
- 社叢

境內也有12座鳥居，其中正面鳥居天保2年（1831年）正月，高1丈7尺2寸（約5.21），西面鳥居則建於1931年8月，高1丈3尺5寸（約4.09），另有14座石燈籠和一座混凝土製反橋。另外，社叢在山口縣指定文化財的指定範圍達9000平方米，以闊葉樹為主，種類達80種左右，涵蓋山口縣內大部分植物，形態為原始森林，與附近以赤松為優勢種的天然林截然不同，以長尾尖葉櫧為主，喬木有樟樹、紅楠、銳葉新木薑子和奧氏虎皮楠，小喬木以筆羅子最多，同時也是此物種在山口縣內唯一的棲息地，也有小果山龍眼和烏心石等在山口縣內其他地方較為罕見的樹木。此外，低處以山薑為主，也有二回邊緣鱗蓋蕨、日本粗葉木和九節龍等植物，巨樹則有長尾尖葉櫧、冬青和奧氏虎皮楠，屬於典型的照葉林。

## 祭事
| 1月 | 歲旦祭（1月1日） 元始祭（1月3日） 追儺祭（1月7日） 大粥小粥祭（1月15日） 步射祭（1月16日） 和布刈祭（正月初一） | 5月 | 御田植祭（5月第三個星期日）                  | 9月  | 秋季大祭前夜祭（9月22日） 秋季大祭神幸式（9月23日） 秋季皇靈殿遙拜式（9月23日）   |
| 2月 | 紀元祭（2月11日） 祈年祭（2月17日）                                                                             | 6月 | 大祓式（夏越 穿過茅圈，6月30日）             | 10月 | 神嘗祭當日祭（10月17日）                                                          |
| 3月 | 「春季」皇靈殿遙拜式（春分之日）                                                                                | 7月 | 種植完成奉告祭（7月上旬） 蟲除祭（土用丑日） | 11月 | 明治祭（11月3日） 獻茶祭（11月3日） 七五三詣（11月15日） 新嘗祭（11月23日）       |
| 4月 | 神武天皇陵遙拜式（4月3日） 昭和祭（4月29日）                                                                    | 8月 | 風鎮祭（盆踊，8月25日）                      | 12月 | 河渡祭（12月1日） 御齋祭（12月8日至12月14日） 例祭（12月15日） 天長祭（12月23日） |

和布刈祭源於神功皇后讓踐立在元旦清晨時前往壇之浦採集裙帶菜，然後供奉予住吉大神，從而祈求人們能夠幸福而來。以前，一行人會點燃火炬前往壇之浦，由於與隊伍相遇被視為禁忌，因此沿路一帶的民居會把燈滅掉，也不會發出聲響，一直留在家中以免遇上隊伍。就算是現在也不對外公開，一行人在採集完成後返回神社，並且將裙帶茶供奉於神前。上午6時舉行和布刈祭後，將裙帶菜分發給信眾，據說在進食後會恢復活力。
大粥小粥祭源於古時用於預測吉凶的粥占，粥本身也有辟邪作用。首先，將大豆和小豆與糯稻混合，煮成大粥和小粥，再將其放在中央，並且在旁邊以三葉形態配上條狀麻糬，然後擺放在鋪有交讓木葉子的土師質土器上。御田植祭源於神功皇后開墾神田，並且讓踐立舉行田植神事而來。其後，由踐立的後裔山田大宮司家以及社家負責，曾經一度暫停舉行，直至1934年才重新舉辦，1953年開始作為下關市農業祭的一部分而舉行。這項祭事由50名早乙女以及八乙女負責，人選則來自氏子地區內的勝山中學校，這項祭事後來傳至住吉大社，即獲指定為重要無形民俗文化財的住吉的御田植。
蟲除祭以前又稱為實盛祭，為旨在驅除農業害蟲的神事，先讓芻靈拿著包有農業害蟲的草葉，然後巡迴區內，最後將芻靈扔進大海。芻靈本身又稱為實盛，源於齋藤實盛，他由於被稻草絆倒而遭到殺害，因此其怨靈化身為稻蟲而來。原本芻靈是按年製成，不過由於已經沒有人懂得如何製作芻靈，因此現在不再將芻靈扔進大海。
河渡祭源於永祿年間（1558年至1570年）與尼子氏於石見國江之川對峙時，毛利元就向神社祈求戰勝後，派發神酒、田作和餅粥予士兵，在士氣高昂的情況下渡河，並且取得勝利而來。御齋祭源於神功皇后親自向住吉大神感謝其神恩而來，祭事期間神社會以注連縄包圍境內，禁止信眾前來參拜，神職也不得離開神社，在進行禊後更換或製作各種神寶和物品。然後，在15日凌晨兩點於本殿神座舉行儀式直至清晨，全程不對外公開。

## 文化財
| 名稱                                                        | 文化財類別 | 指定類別         | 指定日期       |
| ----------------------------------------------------------- | ---------- | ---------------- | -------------- |
| 紙本墨書後陽成天皇宸翰御懷紙                                | 工藝品     | 重要美術品       | 1935年12月23日 |
| 紙本墨書靈元天皇宸翰御懷紙                                  | 工藝品     | 重要美術品       | 1935年12月23日 |
| 銅鐘                                                        | 工藝品     | 重要文化財       | 1950年8月29日  |
| 住吉神社本殿                                                | 建造物     | 國寶             | 1953年11月14日 |
| 住吉社法樂百首和歌短冊（明應四年十二月）                    | 工藝品     | 重要文化財       | 1953年11月14日 |
| 住吉神社拜殿                                                | 建造物     | 重要文化財       | 1954年9月17日  |
| 金銅牡丹唐草透唐鞍                                          | 工藝品     | 重要文化財       | 1956年6月28日  |
| 長門國一之宮住吉神社社叢                                    | 天然紀念物 | 山口縣指定文化財 | 1966年6月10日  |
| 萌蔥絲威肩白胴丸 （附有筋兜、大袖、頰當、喉輪、臂鎧、脛當） | 工藝品     | 下關市指定文化財 | 1971年7月24日  |
| 住吉神社文書                                                | 古文書     | 山口縣指定文化財 | 1977年11月11日 |
| 板繪着色繫馬圖                                              | 工藝品     | 山口縣指定文化財 | 1990年11月6日  |
| 狩野芳崖筆板繪着色繪馬                                      | 工藝品     | 山口縣指定文化財 | 1994年5月2日   |
| 住吉神社樓門                                                | 建造物     | 登錄有形文化財   | 2017年10月27日 |
| 住吉神社唐門和透塀                                          | 建造物     | 登錄有形文化財   | 2017年10月27日 |

銅鐘是高147厘米，直徑78.3厘米的朝鮮鐘，開口部分厚度約7.4厘米，為日本最大的朝鮮鐘，形態為新羅鐘。鐘頂是龍頭，鐘身是蓮花紋和流雲紋，敲鐘位置左右兩側分別各有一對飛天，原本懸掛在鐘樓。根據萩藩編撰的《防長風土注進案》引述當地的口述歷史記載，豐臣秀吉出兵朝鮮時曾經徵用此鐘，但是在鐘居峠便搬不動，最終將其歸還予神社。
住吉社法樂百首和歌短冊是宗祇為了感謝神明保祐其完成了《新撰菟玖波集》的編撰而奉納至神社的百首歌，他在明應4年12月15日（1495年12月31日）作出呼籲，有份響應的歌人有後土御門院、勝仁親王、近衛政家、一條冬良、道興、近衛尚通、尊應、德大寺實淳、中御門宣胤、三條西實隆、冷泉政為、勾當內侍、宋世、姉小路基綱、飛鳥井雅俊、宗祇、肖柏和宗長等30名，在明應5年閏2月12日（1496年3月26日）完成，同年3月23日（5月6日）奉納。附指定有「三條西實隆筆序文並相良正任、杉武明聯署添狀」、「新撰菟玖波集作者附」、「宗祇署名短冊箱」以及「毛利秀元奉納蒔繪短冊箱」。
金胴牡丹唐草透唐鞍高28.3厘米，長27.6厘米，據說由大內義隆奉納。住吉神社文書由117項文獻組成，涵蓋9項鎌倉時代文獻，8項南北朝時代文獻、66項室町時代文獻以及34項安土桃山時代至江戶時代初期文獻，其中最早的文獻是寶治元年（1247年）的寄進狀，此外尚有大內政弘在文明13年7月20日（1481年8月15日）奉納的「大內政弘奧書手抄本」七冊以及由櫟木家在1955年奉納的「櫟木家舊蔵文書」，櫟木家在鎌倉時代世世代代擔任長門國衙的鍛冶大工，近世則出仕於長府藩，與住吉神社和忌宮神社關係深厚，此文書涵蓋與家職相關的古文書、家法的秘傳書和傳授的免狀等178項文獻，其中7項是南北朝時代文獻，12項是室町時代，150項則是近世至明治初年。
板繪着色繫馬圖是山口縣最古老的繪馬，長43.5厘米，寬59厘米，材料是日本扁柏，有雲溪的署名，推測繪製於16世紀。狩野芳崖筆板繪着色繪馬由繫馬圖兩幅、武內宿禰投珠圖、韓信股潛圖、豫讓裂衣圖和駿牛圖各一幅組成，其中豫讓裂衣圖為社藏，長61厘米，寬92厘米，推測繪畫於慶應年間（1865年至1868年），在1885年奉納至神社。駿牛圖長37厘米，寬58厘米，在1864年奉納至菅原神社，但是寄託於住吉神社。

## 註解
1. ↑  由於貞觀是在4月15日改元，因此正月27日實際上為天安3年[12]。
2. ↑  根據《長門國一宮略記》記載則是天慶3年（940年）正月[5]。
3. ↑  吉永莊現為下關市豐浦町（日语：豊浦町 (山口県)）大字吉永（日语：黒井村）[8]。
4. ↑  一之宮村現為下關市楠乃、勝谷新町、一之宮町、秋根南町、秋根西町、卸新町、一之宮學園町、一之宮本町、一之宮住吉、一之宮卸本町、秋根上町、東勝谷和長府逢坂町一帶，吉母現為下關市吉母[8]。
5. ↑  安成現為下關市永田鄉（日语：吉見 (下関市)）內[8]。
6. ↑  有富現為下關市有冨和秋根新町（日语：川中 (下関市)）一帶，延行現為下關市延行（日语：川中 (下関市)），安岡現為下關市安岡、橫野町、安岡町、安岡本町和安岡站前安岡 (下関市)）一帶[8]。
7. ↑  吉見鄉現為下關市吉見下、吉見龍王町、吉見古宿町、吉見本町、吉見新町和吉見里町（日语：吉見 (下関市)）[8]。
8. ↑  岡枝鄉現為下關市菊川町（日语：菊川町 (山口県)）大字上岡枝、下岡枝和吉賀（日语：岡枝村）[8]。
9. ↑  肥田推測現為下關市吉田和吉田地方（日语：吉田 (下関市)）內[8]。
10. ↑  伊倉現為下關市伊倉、川中本町、伊倉東町、一之宮町、伊倉町、伊倉本町、川中豐町、熊野西町和一之宮學園町（日语：川中 (下関市)），末益現為山陽小野田市郡（日语：厚狭）和山川（日语：出合村）[8]。
11. ↑  吉永現為下關市豐浦町大字吉永（日语：黒井村）[8]。
12. ↑  川棚現為下關市豐浦町大字川棚，秋根現為下關市秋根、秋根新町、秋根東町、秋根南町、秋根西町、秋根本町、秋根北町、形山綠町、伊倉東町、秋根上町和形山町[8]。
13. ↑  若宮神社在1962年從下關市大字秋根遷移至境，內佔地109坪（約360.33平方）[5]。
14. ↑  蛭子社又稱惠美須社，鎮座自成務天皇9年9月時鎮座於此，為住吉神社鎮座前的地主神[5]。
15. ↑  打下社在應安5年（1372年，文中元年）8月從近江國勸請而來，最初建於境內平地，後來轉移至鄰接的台地[5]。
16. ↑  高元社鎮座自安永元年（1772年）正月[5]，不過由於安永是在11月16日改元，因此正月實際上為明和9年[16]。

## 外部連結
- . 住吉神社.   [2023-04-18]. （原始内容存档于2013-09-30） （日语）.
- 的Facebook專頁（日語）
- . 山口縣觀光聯盟.   [2023-04-18]. （原始内容存档于2023-04-18） （日语）.
- . 下關觀光協會.   [2023-04-18]. （原始内容存档于2023-04-25） （日语）.
- . 全國一之宮巡拜會.   [2023-04-18]. （原始内容存档于2023-04-22） （日语）.